# Aerial (skateboard)
Gli aerial, noti anche come air, sono una tipologia di trick della disciplina dello skateboard eseguiti principalmente su half-pipe, quarter-pipe e in bowl, ossia strutture con una porzione verticale e una transition, che è la superficie ricurva che unisce la parte orizzontale con quella verticale. Gli aerial sono spesso accompagnati da rotazioni e grab. Le loro radici sono da ricercarsi nelle acrobazie compiute dagli skater degli anni settanta in buche, piscine vuote e rampe vert. Gli aerial vengono eseguiti una volta che lo skateboard raggiunge il bordo della rampa (o coping), dove lo skater può decidere di alzare semplicemente le ruote anteriori o, alternativamente, eseguire un ollie. Quest'ultima opzione è preferibile nelle rampe più basse dove, a causa delle velocità ridotte, non è possibile staccarsi dalla struttura alzando semplicemente le ruote anteriori.

## Terminologia
| Air        | Quando tutte e quattro le ruote dello skateboard sono sospese a mezz'aria. È la forma abbreviata di "aerial". |
| Backside   | Quando viene effettuato un giro o un trick rivolgendo le spalle alla rampa o all'ostacolo su cui si è saliti. |
| Early grab | Un trick grab in cui lo skater afferra la tavola mentre è ancora sulla rampa o sull'ostacolo, prima di effettuare l'air. |
| Frontside  | Quando viene effettuato un giro o un trick voltandosi verso la rampa o l'ostacolo su cui si è saliti. |
| Grab       | Quando lo skater utilizza le proprie mani per afferrare la tavola durante un trick. |
| Shifty     | Variazione di un trick aerial in cui lo skater gira la tavola di 90° mentre i piedi sono ancora a contatto con essa, per poi riportarla alla posizione di partenza. Gli shifty vengono spesso eseguiti con vari tipi di grab, come i tweak grab (vedi sotto). Il loro utilizzo conferisce più stile ai trick aerial. |
| Tweak      | Una tecnica utilizzata per conferire più stile ai trick. Il termine tweak viene generalmente utilizzato per descrivere trick grab in cui la tavola viene estesa il più lontano possibile dal corpo. |
| Vert       | Tipologia dello skate in cui vengono utilizzate rampe e altre strutture verticali create appositamente per lo skateboard, sulle quali è possibile ottenere gli aerial. |
| Vert ramp  | Oppure "rampa vert" in italiano. Si tratta di un half-pipe, in genere alto almeno 3 m, con ai lati due zone ricurve che diventano perfettamente verticali man mano che ci si avvicina alla cima. Queste strutture vengono utilizzate per eseguire i trick aerial.                                                    |

## Trickaerialpiù comuni
| 180                     | Generalmente la dicitura 180, da leggersi con la pronuncia inglese one-eighty, si riferisce a un aerial in cui sia la tavola che lo skater compiono mezza rotazione. Lo stesso nome viene utilizzato nello skateboard flatground per indicare un ollie in cui lo skater, dopo aver iniziato il salto, si gira di 180° per poi atterrare rivolto nella direzione opposta. Questa evoluzione si può eseguire anche su bank, transition e vert; l'unica differenza è che l'aerial imposta direttamente la tavola nella direzione corretta. A seconda del verso in cui si decide di ruotare, il 180 si può anche chiamare frontside o backside ollie. Un backside ollie eseguito a partire dalla stance fakie si chiama half-cab, poiché è la metà di un caballerial (vedi sotto). |
| 360                     | Da leggersi con la pronuncia inglese three-sixty, si tratta di un aerial in cui sia la tavola che lo skater compiono un giro di 360°. Il trick può essere eseguito dappertutto, sia nel vert che nello street. Sulle rampe, il 360 viene solitamente eseguito a partire dalla posizione fakie, in modo tale da riatterrare con tavola e piedi rivolti in avanti. Jeff Phillips fu il primo ad eseguire i 360 riatterrando nella stance fakie, accompagnandoli generalmente con dei lien grab. |
| 540                     | Da leggersi con la pronuncia inglese five-forty, questo aerial consiste in una rotazione e mezzo eseguita in aria. Poco dopo essere stato introdotto sulle rampe verticali, divenne uno dei trick più caratteristici dello skateboard vert professionistico. Il 540 si può eseguire anche su strutture non verticali, tipiche degli skatepark, come piramidi e scalinate. Il precursore del moderno 540 venne inventato all'inizio degli anni ottanta da Billy Ruff. Questa variante, nota come unit, prevedeva l'utilizzo di entrambe le mani: una rimaneva sul fianco dello skateboard, per far sì che rimanesse attaccato ai piedi; l'altra, invece, veniva messa sulla parete della rampa per applicare la spinta necessaria per concludere il trick. Poiché nell'esecuzione dello unit era necessario toccare la transition, questo antenato del 540 non si poteva mai eseguire al di sopra del coping. Nel 1984 Mike McGill, skater professionista di Powell Peralta, inventò il McTwist, una delle varianti più popolari del 540 (vedi sotto). Nel 1985 Tony Hawk realizzò un frontside 540 (la cui variante corked, o a testa in giù, è nota oggigiorno con il nome di "rodeo flip"). Come lo unit di Billy Ruff e il McTwist di Mike McGill, Hawk fu in grado di eseguire questo 540 solamente tramite un grab. Vi sono molte altre versioni del 540, con vari grab e varie direzioni di rotazione. Nel 1989 Tony Hawk eseguì per la prima volta un ollie 540, ossia un 540 senza l'utilizzo delle mani. Ad esso seguirono presto altre combinazioni, con varial, kickflip e heelflip. |
| 720                     | Da leggersi con la pronuncia inglese seven-twenty, consiste in due rotazioni complete compiute in aerial ed è uno dei trick più rari dello skateboard vert. Venne creato nel 1985 da Tony Hawk su consiglio di Lance Mountain, che gli aveva suggerito di effettuare una rotazione di 720° dopo aver visto i suoi gay twist non riusciti, notando la loro eccessiva rotazione. Dopo circa un'ora, Hawk fu in grado di eseguire il suo primo 720 e, sin da quel momento, il trick è rimasto nel suo repertorio. Come i gay twist, i 720 vengono solitamente eseguiti aggiungendo un fakie grab al mute air, ma ne esistono comunque diverse varianti. Danny Way fu il primo ad eseguire gli indy 720. Sia Colin McKay che Jake Brown erano in grado di realizzare i tailgrab 720; Jake Brown riuscì a perfezionare la sua tecnica arrivando all'ollie 720, senza utilizzare quindi nessun tipo di grab. Shaun White e Mitchie Brusco sono conosciuti per i loro backside grab 720, mentre Matt Dove è riuscito a compiere un pop shove-it indy 720 agli X Games del 2001. Bucky Lasek completò una variazione dell'indy grab 720 atterrando in posizione fakie, mentre, di solito, si preferisce atterrare nella stance regular. |
| 900                     | Da leggersi con la pronuncia inglese nine hundred, si tratta di una rotazione di 900° compiuta in aria, solitamente con il grab mute air. È probabilmente uno dei trick di skateboard più famosi, venendo ampiamente celebrato in seguito agli X Games del 1999, dove Tony Hawk fu in grado di eseguirlo per la prima volta. La celebrazione sulla rampa trascese presto il contesto della competizione, diventando oggetto di numerose testate giornalistiche e contribuendo ulteriormente alla fama dello skater. Cinque anni più tardi, sia Giorgio Zattoni che Sandro Dias riuscirono a realizzare il 900. Nel 2008, Alex Perelson lo eseguì al Maloof Money Cup, seguito da Mitchie Brusco che lo portò agli X Games 17, durante il Big Air Practice. |
| 1080                    | Da leggersi con la pronuncia inglese ten-eighty, consiste in tre rotazioni complete, ossia una rotazione di 1080°, eseguite in aria. Inizialmente si pensava che questo trick fosse impossibile. Tuttavia, il 30 marzo 2012, il dodicenne statunitense Tom Schaar riuscì ad eseguirlo sulla mega ramp di Woodward West, in California, dopo quattro tentativi non riusciti. Schaar iniziò il trick in posizione fakie, si girò in backside ed eseguì il grab mute air per completare le tre rotazioni. La stance fakie gli permise di atterrare sulla rampa rivolto in avanti. Il 1080 venne poi eseguito anche da Jono Schwan e Mitchie Brusco, che lo portò agli X Games di Barcellona del maggio del 2013. |
| 1260                    | Da leggersi con la pronuncia inglese twelve-sixty, si tratta di 3½ rotazioni compiute in aria. Venne realizzato da Mitchie Brusco negli X Games di Minneapolis del 2019. |
| Airwalk                 | Un backside air dove i piedi non sono a contatto con la tavola; la mano posta in avanti viene utilizzata per effettuare un grab sul nose (ossia la parte anteriore dello skateboard). Il movimento caratteristico dell'airwalk consiste nello scalciare i piedi ai lati della tavola: generalmente il piede anteriore segue la direzione toeside, estendendosi nella direzione in cui puntano le dita, mentre quello anteriore va nel verso opposto, cioè in heelside. Tony Hawk fu il primo a realizzarlo in vert; successivamente Rodney Mullen lo adattò al flatground. |
| Backflip                | Un aerial in cui lo skater e la sua tavola compiono una rotazione completa sull'asse laterale. Quando viene utilizzato per uscire da una rampa, il backflip permette a chi lo esegue di atterrare rivolto in avanti. Se viene effettuato sulla parete di una rampa vert, lo skater riatterrerà al contrario, il che rende questo trick particolarmente difficile e pericoloso. L'autore di questo trick è Rob "Sluggo" Boyce, che lo completò nel 1997. Per impararlo, si era allenato in una palestra, con una rampa posta di fianco a un fossato ricolmo di blocchi di schiuma. Una volta acquisita la tecnica, portò il trick su una rampa vert. Nonostante il backflip sia apparso in vari videogiochi, Boyce rimane uno dei pochi skater ad essere in grado di eseguirlo perfettamente. |
| Backside air            | Il backside air si inizia raggiungendo il bordo della rampa, effettuando un grab con la mano anteriore sul lato della tavola in cui puntano i talloni e lasciando così la superficie della rampa. Il giro che si esegue è in backside, ovvero nel verso in cui puntano le dita dei piedi. Il backside air è considerato un classico dello skateboard vert. Il punto preciso in cui si "grabba" lo skateboard può variare: alcuni preferiscono mettere la mano tra i due truck, mentre altri la posizionano sul nose. |
| Benihana                | Un tail grab con un piede sulla tavola. Il piede posteriore deve lasciare lo skateboard; generalmente viene effettuato un calcio laterale o verso il basso, nella direzione opposta a quella di marcia. Il piede anteriore riceve così la spinta necessaria per calciare in avanti la tavola, che viene infine ripresa tramite un grab per potervi riatterrare con il piede posteriore. Fu creato da Lester Kasai; il nome "Benihana" fu ideato da quest'ultimo insieme a Tony Hawk, poiché all'epoca erano soliti mangiare in un ristorante Benihana. |
| Body jar                | Un backside air con un grab effettuato sul nose; rientrando nella rampa, il tail dello skateboard entra in contatto con il coping. Questo trick fu inventato da Christian Hosoi. |
| Caballerial             | Un fakie backside 360 ollie. Inventato da Steve Caballero nel 1981. |
| Candy flip              | Una combinazione tra rodeo (vedi la descrizione del 540) e varial, inventata da Andy MacDonald. |
| Cannonball              | Un aerial in cui lo skater effettua due grab allo stesso tempo: la mano rivolta in avanti afferra il nose, mentre quella dietro afferra il tail. |
| Christ air              | Un backside air in cui la tavola viene afferrata sul fianco nella direzione in cui puntano i talloni; il grab viene effettuato con la mano rivolta in avanti. Una volta rimosso lo skateboard dai piedi, il corpo assume una posizione la cui figura ricorda quella di un crocifisso. Il Christ air fu ideato dallo skater Christian Hosoi. Questo trick si può anche eseguire in frontside. |
| Crail grab              | Una variazione del frontside air (vedi sotto) dove viene afferrato il nose della tavola con la mano più lontana, ossia quella posteriore rispetto al senso di marcia. |
| Delmar indy             | Una versione dell'indy (vedi sotto) caratterizzata da un accentuato piegamento delle gambe. Per questo viene anche chiamato tuck-knee indy. Questo movimento porta la tavola dietro le spalle dello skater, mentre le ginocchia puntano verso il basso. Simile al Japan air. |
| Frontflip               | Un trick di difficile esecuzione e, pertanto, alquanto raro, il frontflip è simile al backflip, ma la rotazione avviene nel verso opposto, ovvero seguendo la direzione del piede anteriore. Per poterlo eseguire, è necessario creare le condizioni in modo tale da rimanere in aria per più tempo, poiché la rotazione è più lenta rispetto a quella del backflip. |
| Frontside air           | Probabilmente il primo aerial ad essere introdotto, è uno dei trick più semplici di questa categoria. Consiste nel raggiungere la cima della transizione, applicare un grab alla tavola in mezzo ai due truck sul lato in cui puntano i piedi, staccarsi dalla rampa, girare in frontside (ossia voltando le spalle) e, infine, riatterrare e discendere. Nonostante non si sappia chi fosse stato il vero creatore del frontside air, la figura che più spesso viene associata a questo trick è Tony Alva, che l'ha indubbiamente reso popolare nel mondo dello skate. Inizialmente, questo trick veniva sempre eseguito afferrando la tavola tramite l'early grab; dopodiché si iniziò a precederlo con un ollie, seguito poi dal grab. Realizzare un ollie prima del frontside air richiede però maggiori capacità tecniche, perciò il metodo dell'early grab non è mai caduto in disuso. |
| Gay twist               | Un fakie mute 360 o, in altre parole, un caballerial eseguito insieme a un mute air (vedi sotto). La nomenclatura di questo trick venne ideata dai creatori Lance Mountain e Neil Blender, dopo un mese passato a cercare di imparare il caballerial. Entrambi giunsero alla decisione di applicarvi un grab. Poiché il corpo e le spalle dovevano muoversi in modo tale da rendere possibile una rotazione di 360°, il grab non poteva essere effettuato nella maniera più visivamente estetica, ossia facendolo passare sotto il ginocchio. L'alternativa era di afferrare la tavola tramite il grab stink bug – con la mano anteriore sulla parte della tavola in cui puntano i piedi, in mezzo ai truck, facendo quindi passare il braccio in mezzo alle gambe. Secondo Mountain e Blender, questa tecnica era gay (in italiano "banale", "patetica", "noiosa"). Molti skater ritengono che questo trick sia più semplice del caballerial. Similmente a quest'ultimo, il gay twist si può eseguire in svariati modi. Per esempio, al posto del mute air si può effettuare un grab posteriore; il trick risultante si chiama les twist. Altre variazioni includono il frontside gay twist, l'heelflip gay twist, il varial gay twist e il 720. |
| Helipop                 | A differenza della maggior parte degli altri aerial, si tratta di un trick più comune nello skate freestyle e street. È molto simile al caballerial. Anziché essere un 360 fakie, però, l'helipop è un 360 nollie, dove gli ultimi 180 gradi vengono completati usando le ruote posteriori come perno. Inventato da Rodney Mullen, l'helipop si può eseguire sia in backside che frontside. |
| Indy                    | Si esegue durante un backside air, applicando un grab della mano posteriore sul lato della tavola in cui puntano i piedi, in mezzo ai due truck. Fu inventato da Duane Peters nel 1980, all'epoca skater della Independent Truck Company, da cui deriva il nome "indy". L'indy air non può essere eseguito in frontside: è prevalentemente un aerial backside. Per riferirsi a un air con lo stesso tipo di grab ma in frontside si deve ricorrere alla nomenclatura "frontside air" (vedi sopra). |
| Japan air               | Un mute air in cui lo skater piega le ginocchia, puntandole verso il basso e, nel contempo, alzando la tavola dietro alla propria schiena. |
| Judo air                | Un backside air in cui lo skater calcia in avanti con il piede anteriore, mentre quello posteriore rimane sulla tavola. Il nome di questo trick deriva dall'aspetto assunto da chi lo esegue, accomunabile a una mossa di arti marziali (nonostante nelle competizioni di judo non sia previsto l'utilizzo dei calci). |
| Lien air                | Un altro degli air più comuni. È un frontside air con un grab della mano anteriore sul nose della tavola. Venne eseguito per la prima volta da Neil Blender. La parola "lien" non è altro che il suo nome scritto al contrario. |
| Madonna                 | Un lien to tail (ossia un lien in cui il tail entra in contatto con il coping) eseguito con un piede solo, che viene esteso verso il basso, al di sotto della tavola. Tony Hawk lo eseguì per la prima volta poco dopo la prima uscita discografica di Madonna. |
| McTwist                 | Un aerial in cui lo skater realizza un backside 540 a testa in giù con un grab mute air sulla parte centrale della tavola nella direzione in cui puntano i piedi. Il grab viene effettuato con la mano anteriore, passando davanti al ginocchio. Il McTwist fu inventato da Mike MicGill, che lo eseguì per la prima volta su un half-pipe di legno in Svezia nel 1984. Altri aerial 540 vennero introdotti più tardi, con variazioni nei grab e nelle rotazioni. |
| Melancholy (o melon)    | Un backside air in cui lo skater effettua un grab con la mano anteriore sul lato della tavola in cui puntano i talloni, quindi in mezzo alle gambe. Un melancholy eseguito in maniera stilisticamente desiderabile prevede che la tavola venga spinta in avanti mantenendo, nel contempo, la posizione del grab. |
| Method air              | Un'altra variazione del backside air dove lo skater piega le ginocchia per portare la tavola dietro alla schiena; il grab viene effettuato sul lato in cui puntano i talloni, in mezzo ai truck. Il method air fu eseguito per la prima volta da Neil Blender durante una competizione in California del 1985, nella quale l'altezza degli air veniva misurata a partire dal punto più basso del corpo di chi li eseguiva. Neil piegò schiena e gambe in modo tale da ricevere più punti, spiegando che quello fosse il "metodo" migliore per vincere. Da qui il nome del trick. |
| Mute air (o Weddle air) | Si esegue raggiungendo la cima della rampa, afferrando il lato della tavola nella direzione in cui puntano i piedi, con il braccio che passa davanti alla gamba anteriore e la mano posta in mezzo ai piedi. Dopodiché, si deve voltare in backside, per poi atterrare di nuovo sulla rampa. Il grab è identico a quello dello slob air, dove però lo skater gira nella direzione opposta. Il mute air fu inventato dallo skater sordo Chris Weddle intorno al 1981; il nome fu scelto dai suoi amici che lo descrivevano come un ragazzo "muto e silenzioso". Dopo averne discusso con Weddle, Tony Hawk annunciò il 12 agosto 2020 che, nel videogioco Tony Hawk's Pro Skater 1 + 2, il trick si sarebbe chiamato Weddle grab, per rappresentare meglio il contributo di Weddle che, pur essendo sordo, era comunque in grado di parlare. |
| No comply               | Un altro modo per ottenere un aerial. Lo skater deve dapprima effettuare un pop con il tail della tavola e, allo stesso tempo, poggiare il piede anteriore sul suolo. Il piede poggiato verrà successivamente utilizzato per "lanciarsi" in aria, mentre quello posteriore dovrà rimanere sulla tavola. Vi sono numerose variazioni del no comply: il no comply frontside shove-it, il no comply eseguito per salire su un marciapiede, il no comply 360, etc. Tutti questi no comply si possono ottenere cambiando leggermente la posizione del piede posteriore e la rotazione applicata alla tavola. |
| Nosegrab                | Simile al tailgrab ma, anziché afferrare il tail della tavola, il grab viene applicato al nose, ossia la parte frontale. Lo skater deve dapprima effettuare un ollie con un pop eseguito dal piede posteriore, per poi afferrare il nose dello skateboard. Una volta lasciata la presa, si dovrà atterrare con entrambi i piedi allineati alle viti dei truck. |
| Roastbeef               | Simile allo stalefish (vedi sotto). Nel roastbeef la mano posteriore viene fatta passare in mezzo alle gambe per afferrare la tavola tra i due truck, nella direzione in cui puntano i talloni. È molto più semplice da eseguire rispetto allo stalefish, ragione per cui viene talvolta soprannominato "poor man's stalefish" (in italiano, "lo stalefish dei poveri"). Il trick fu inventato da Jeff Grosso. |
| Rocket air              | Un aerial in cui lo skater afferra il nose della tavola con entrambe le mani e, allo stesso tempo, posiziona entrambi i piedi sul tail, girandosi momentaneamente di lato per poi tornare alla stance regolare in tempo per l'atterraggio. Creato da Christian Hosoi. |
| Sack tap                | Un trick in cui, durante la fase air, lo skater afferra la tavola con entrambe le mani, la mette in mezzo alle gambe, per poi riposizionarla sotto i piedi in tempo per l'atterraggio. Creato da Tony Hawk. |
| Saran wrap              | Adattato da un trick dello skate freestyle inventato da Rodney Mullen. Questo trick si esegue afferrando il nose dello skateboard ed eseguendovi intorno un wrap, ossia un movimento circolare della gamba anteriore. Durante il wrap cambia anche il grab, con il nose che passa da una mano all'altra. |
| Sean Penn               | Simile al trick Madonna (vedi sopra), con l'unica differenza che lo skater effettua un giro in backside anziché frontside. Il calcio eseguito con il piede anteriore ha luogo prima che il tail entri in contatto con il coping. Il nome deriva da Sean Penn, il marito (e quindi, logicamente, l'"opposto") di Madonna ai tempi dell'invenzione di questo trick. |
| Slob air                | Un frontside mute. La mano anteriore è posizionata tra le gambe, afferrando la parte della tavola in cui puntano i piedi. Una volta lasciata la cima della rampa, viene eseguito un giro in frontside per poi riatterrarvi. Gli slob air, slob boneless e slob fastplant (simili ai boneless ma con il piede posteriore poggiato alla rampa anziché quello anteriore) erano comuni negli anni ottanta e anche nello skateboard transition dei decenni successivi, come dimostra l'heelflip slob air di Tony Hawk. |
| Stalefish               | Una delle variazioni air più tecnicamente impegnative. Si tratta di un grab effettuato con la mano posteriore sul lato della tavola, nella direzione in cui puntano i talloni. Questo grab è difficile non solo per via della posizione scomoda che richiede, ma anche perché non è possibile eseguirlo subito dopo l'inizio della fase air. Il nome "stalefish" venne ideato nel 1985, quando Tony Hawk si trovava in uno skate camp svedese. A cena veniva sempre servito del pesce in scatola, che Hawk aveva descritto come "stale fish" nel suo diario (ossia "pesce non fresco"). Sfogliando i suoi appunti, un altro skater gli chiese se si trattasse del nuovo grab che stava provando, e fu così che venne decisa la nomenclatura di questo trick. |
| Stiffy                  | Una variante dell'indy. Lo skater si trova nella stessa posizione richiesta per l'indy ma, una volta effettuato il grab, distende le gambe. Da qui il nome "stiffy", ossia "rigido". Per poter eseguire questo trick vi è bisogno di un aerial molto alto. |
| Tailgrab                | Un aerial in cui lo skater esegue dapprima un pop per poi afferrare il tail dello skateboard con la mano. Viene generalmente visto come uno degli aerial basici più difficili da eseguire, poiché tenere la mano sul tail non contribuisce a rendere stabile la posizione dello skater; inoltre, è molto facile che il piede anteriore lasci la tavola. |
| Varial                  | In origine la parola varial indicava un frontside air (vedi sopra) in cui lo skater utilizzava la mano posteriore per afferrare il lato della tavola in cui puntano i talloni (i.e. un grab roastbeef). Con la mano avrebbe poi girato lo skateboard di 180° in frontside, prima di riposizionarla sotto ai piedi e riatterrarvici sopra. Inizialmente, come tutti gli altri frontside air, il varial veniva eseguito senza l'ollie (quindi con un early grab). Al giorno d'oggi, questa versione del varial è relativamente rara. Tony Hawk rivoluzionò il trick nel 1980, all'età di dodici anni, introducendo il backside varial e lasciando la rampa con un ollie. Al backside varial seguirono i 360 varial, che consistevano in giri completi di 360° effettuati con la tavola. Dopo l'invenzione del kickflip indy, gli skater vert iniziarono a trovare alternative che unissero la rotazione del varial con quella del kickflip. Si riuscì, quindi, a far ruotare la tavola di 180° durante un kickflip – trick che venne battezzato "varial kickflip indy". Il termine, senza la dicitura "indy", venne adottato dalla disciplina street, che iniziò ad utilizzarlo per riferirsi alla combinazione tra un kickflip e un pop shove-it. In alcuni casi è persino possibile rimuovere la parola "kickflip", così da conferire a "varial" il significato di kickflip shove-it. Tuttavia, per gli skater vert, il termine "varial" si riferisce esclusivamente ai trick in cui la tavola ruota e poi viene riafferrata con la mano.                                                       |
| Wallride                | Un trick in cui lo skater percorre una parete completamente verticale con tutte e quattro le ruote a contatto con essa, per poi ritornare sul flatground o su eventuali rampe o bank (rampe inclinate ma non curve). Il wallride può essere combinato con altri trick come, ad esempio, il kickflip, che può essere eseguito sia all'inizio che alla fine del wallride. |